# 루흐 호주프
루흐 호주프(Ruch Chorzów)는 폴란드의 축구 클럽으로, 호주프를 연고지로 한다. 2011-12 시즌에서 엑스트라클라사에 참가하고 있다.

## 성적
- 엑스트라클라사 우승 14회 (1933, 1934, 1935, 1936, 1938, 1951, 1952, 1953, 1960, 1967/68, 1973/74, 1974/75, 1978/79, 1988/89 ), 준우승 6회 (1950, 1956, 1962/63, 1969/70, 1972/73, 2011/12 )
- 폴란드 컵: 우승 3회 (1950/51, 1973/74, 1995/96 ), 준우승 6회 (1962/63, 1967/68, 1969/70, 1992/93, 2008/09, 2011/12 )

## 홈 구장

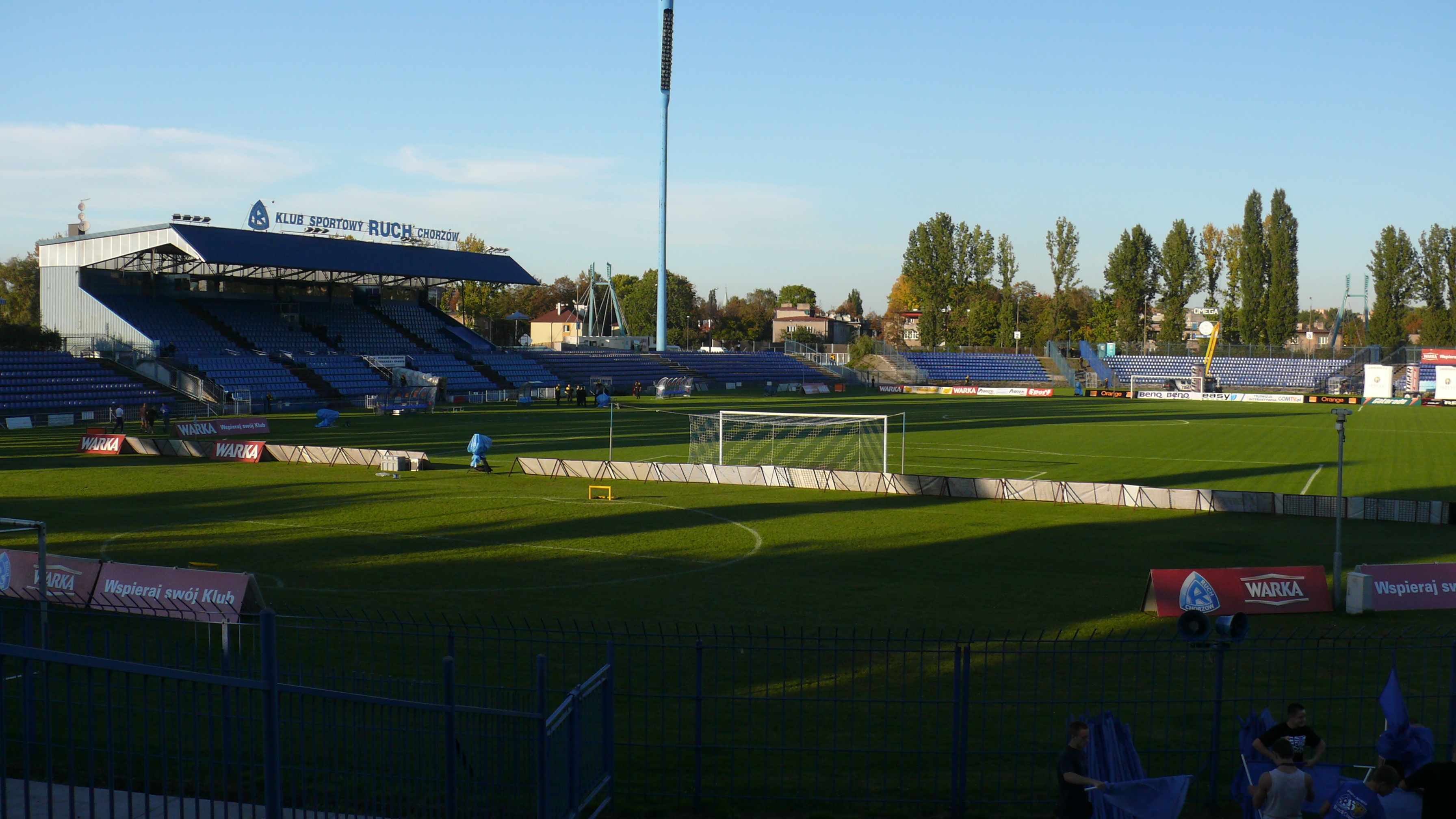
스타디온 미에이스키 (호주프)

## 선수단

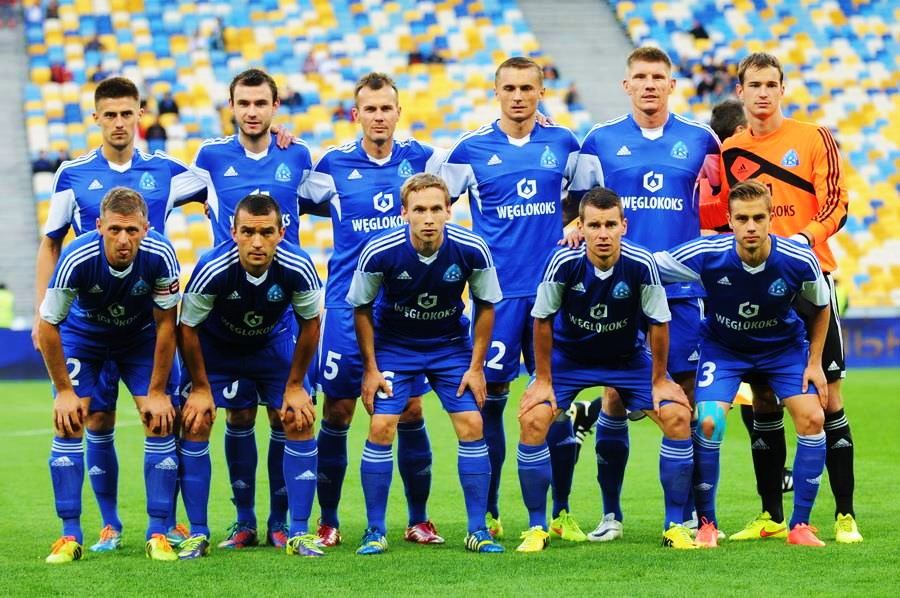
루흐 호주프

### 현재 소속 선수
2025년 2월 24일 기준
- 현재 소속 선수

참고: FIFA 자격 규정에 따라 소속된 국가대표팀 국기를 표시합니다. 선수는 복수의 FIFA 비회원국 국적을 가지고 있을 수 있습니다.
| 번호 | 포지션 | 국적       | 이름            |
| ---- | ------ | ---------- | --------------- |
| 16   | DF     | 우크라이나 | 예호르 치칼로   |
| 17   | DF     | 크로아티아 | 안드레이 루키치 |

| 번호 | 포지션 | 국적 | 이름 |
| ---- | ------ | ---- | ---- |

## 역대 감독
| 감독                | 임기        |
| ------------------- | ----------- |
| 안토니 피에흐니체크 | 1980 ~ 1981 |
| 다비드 술체크       | 2024 ~      |